# فلورنس ماسيبي
فلورنس ماسيبي (بالإنجليزية: Florence Masebe)‏ (مواليد 14 نوفمبر 1972) هي ممثلة جنوب أفريقية، اشتهرت محليًا بدورها في مسلسل «موفانغو». فازت سنة 2013 بجائزة أكاديمية الأفلام الأفريقية لأفضل ممثلة في دور رئيسي في حفل توزيع جوائز أكاديمية الأفلام الأفريقية التاسع.

## قائمة أعمالها

### الأفلام
- مورواليلا.
- 7 دي لان الأفريكانية.
- فضيحة.
- وحدة حربية
- مدينة الروح.
- إيليلواني.
- حلقة الأكاذيب.

## روابط خارجية
فلورنس ماسيبي على موقع IMDb (الإنجليزية)
- فلورنس ماسيبي على موقع أول موفي (الإنجليزية)
- فلورنس ماسيبي على موقع قاعدة بيانات الفيلم (الإنجليزية)
- فلورنس ماسيبي على موقع كينوبويسك (الروسية)